# پورتولاکاریا افرا
پورتولاکاریا افرا که با نام "غذای فیل" نیز در زبان آفریکانس شناخته می‌شود، گیاه آب‌دار(ساکولنت) با برگ‌های کوچک است که بومی آفریقای جنوبی است.